# Serie A (Italia) 2009-10
La temporada 2009-10 de la Serie A fue la 78.ª edición desde su creación. Veinte equipos disputaron la liga, de los que 17 repitieron categoría y tres que habían conseguido el ascenso de la Serie B. El campeón fue el Inter de Milán (que además ganó la copa y la Champions), obteniendo su 18° scudetto y quinto de forma consecutiva.

## Equipos
| Pos | Descendidos de la Serie A |
| --- | ------------------------- |
| 18º | Torino                    |
| 19º | Reggina                   |
| 20º | Lecce                     |

| Pos | Ascendidos de la Serie B |
| --- | ------------------------ |
| 1º  | Bari                     |
| 2º  | Parma                    |
| 3º  | Livorno (promoción)      |

### Información de los equipos
| Club                                       | Ciudad    | Entrenador           | Estadio                 | Capacidad |
| ------------------------------------------ | --------- | -------------------- | ----------------------- | --------- |
| Atalanta                                   | Bérgamo   | Bortolo Mutti        | Azzurri d'Italia        | 26.393    |
| Bari                                       | Bari      | Giampiero Ventura    | San Nicola              | 58.270    |
| Bologna                                    | Bolonia   | Franco Colomba       | Renato Dall'Ara         | 39.444    |
| Cagliari                                   | Cagliari  | Giorgio Melis        | Sant'Elia               | 23.486    |
| Catania                                    | Catania   | Siniša Mihajlović    | Angelo Massimino        | 23.420    |
| Chievo Verona                              | Verona    | Domenico Di Carlo    | Marcantonio Bentegodi   | 39.211    |
| Fiorentina                                 | Florencia | Cesare Prandelli     | Artemio Franchi         | 47.282    |
| Genoa                                      | Génova    | Gian Piero Gasperini | Luigi Ferraris          | 36.685    |
| Inter de Milán                             | Milán     | José Mourinho        | San Siro                | 80.074    |
| Juventus                                   | Turín     | Alberto Zaccheroni   | Olímpico de Turín       | 27.994    |
| Lazio                                      | Roma      | Edoardo Reja         | Olímpico di Roma        | 72.698    |
| Livorno                                    | Livorno   | Gennaro Ruotolo      | Armando Picchi          | 19.238    |
| Milan                                      | Milán     | Leonardo             | San Siro                | 80.074    |
| Napoli                                     | Nápoles   | Walter Mazzarri      | San Paolo               | 60.240    |
| Palermo                                    | Palermo   | Delio Rossi          | Renzo Barbera           | 37.242    |
| Parma                                      | Parma     | Francesco Guidolin   | Ennio Tardini           | 27.906    |
| Roma                                       | Roma      | Claudio Ranieri      | Olímpico di Roma        | 72.698    |
| Sampdoria                                  | Génova    | Luigi Delneri        | Luigi Ferraris          | 36.685    |
| Siena                                      | Siena     | Alberto Malesani     | Artemio Franchi (Siena) | 15.373    |
| Udinese                                    | Údine     | Pasquale Marino      | Stadio Friuli           | 41.652    |
| Datos actualizados el 13 de abril de 2010. |           |                      |                         |           |

### Cambios de entrenadores
| Jornada | Club     | Entrenador saliente  | Fecha                    | Reemplazado por          |
| ------- | -------- | -------------------- | ------------------------ | ------------------------ |
| 2.ª     | Roma     | Luciano Spalletti    | 1 de septiembre de 2009  | Claudio Ranieri          |
| 4.ª     | Atalanta | Angelo Gregucci      | 21 de septiembre de 2009 | Antonio Conte            |
| 7.ª     | Napoli   | Roberto Donadoni     | 6 de octubre de 2009     | Walter Mazzarri          |
| 8.ª     | Livorno  | Gennaro Ruotolo      | 21 de octubre de 2009    | Serse Cosmi              |
| 8.ª     | Bologna  | Giuseppe Papadopulo  | 21 de octubre de 2009    | Franco Colomba           |
| 10.ª    | Siena    | Marco Giampaolo      | 29 de octubre de 2009    | Marco Baroni             |
| 13.ª    | Palermo  | Walter Zenga         | 23 de noviembre de 2009  | Delio Rossi              |
| 13.ª    | Siena    | Marco Baroni         | 23 de noviembre de 2009  | Alberto Malesani         |
| 15.ª    | Catania  | Gianluca Atzori      | 8 de diciembre de 2009   | Siniša Mihajlović        |
| 17.ª    | Udinese  | Pasquale Marino      | 22 de diciembre de 2009  | Gianni De Biasi          |
| 18.ª    | Atalanta | Antonio Conte        | 7 de enero de 2010       | Bortolo Mutti            |
| 21.ª    | Juventus | Ciro Ferrara         | 29 de enero de 2010      | Alberto Zaccheroni       |
| 23.ª    | Lazio    | Davide Ballardini    | 10 de febrero de 2010    | Edoardo Reja             |
| 25.ª    | Udinese  | Gianni De Biasi      | 21 de febrero de 2010    | Pasquale Marino          |
| 32.ª    | Livorno  | Serse Cosmi          | 6 de abril de 2010       | Gennaro Ruotolo          |
| 33.ª    | Cagliari | Massimiliano Allegri | 13 de abril de 2010      | Giorgio Melis (interino) |

## Equipos porregión
| Región               | N.º | Equipos                          |
| -------------------- | --- | -------------------------------- |
| Lombardía            | 3   | Atalanta, Milan e Internazionale |
| Toscana              | 3   | Fiorentina, Livorno y Siena      |
| Emilia-Romaña        | 2   | Bologna y Parma                  |
| Lacio                | 2   | Roma y Lazio                     |
| Liguria              | 2   | Genoa y Sampdoria                |
| Sicilia              | 2   | Catania y Palermo                |
| Apulia               | 1   | Bari                             |
| Campania             | 1   | Napoli                           |
| Cerdeña              | 1   | Cagliari                         |
| Friuli-Venecia Julia | 1   | Udinese                          |
| Piamonte             | 1   | Juventus                         |
| Véneto               | 1   | Chievo Verona                    |

## Tabla de posiciones
| Pos. | Equipo             | Pts. | PJ | G  | E  | P  | GF | GC | Dif. | Clasificación o descenso               |
| ---- | ------------------ | ---- | -- | -- | -- | -- | -- | -- | ---- | -------------------------------------- |
| 1    | Inter de Milán (C) | 82   | 38 | 24 | 10 | 4  | 75 | 34 | +41  | Fase de grupos de la Liga de Campeones |
| 2    | Roma               | 80   | 38 | 24 | 8  | 6  | 68 | 41 | +27  | Fase de grupos de la Liga de Campeones |
| 3    | Milan              | 70   | 38 | 20 | 10 | 8  | 60 | 39 | +21  | Fase de grupos de la Liga de Campeones |
| 4    | Sampdoria          | 67   | 38 | 19 | 10 | 9  | 49 | 41 | +8   | Play-offs de la Liga de Campeones      |
| 5    | Palermo            | 65   | 38 | 18 | 11 | 9  | 59 | 47 | +12  | Play-offs de la Liga Europa            |
| 6    | Napoli             | 59   | 38 | 15 | 14 | 9  | 50 | 43 | +7   | Play-offs de la Liga Europa            |
| 7    | Juventus           | 55   | 38 | 16 | 7  | 15 | 55 | 56 | −1   | Tercera ronda previa de la Liga Europa |
| 8    | Parma              | 52   | 38 | 14 | 10 | 14 | 46 | 51 | −5   |                                        |
| 9    | Genoa              | 51   | 38 | 14 | 9  | 15 | 57 | 61 | −4   |                                        |
| 10   | Bari               | 50   | 38 | 13 | 11 | 14 | 49 | 49 | 0    |                                        |
| 11   | Fiorentina         | 47   | 38 | 13 | 8  | 17 | 48 | 47 | +1   |                                        |
| 12   | Lazio              | 46   | 38 | 11 | 13 | 14 | 39 | 43 | −4   |                                        |
| 13   | Catania            | 45   | 38 | 10 | 15 | 13 | 44 | 45 | −1   |                                        |
| 14   | Chievo Verona      | 44   | 38 | 12 | 8  | 18 | 37 | 42 | −5   |                                        |
| 15   | Udinese            | 44   | 38 | 11 | 11 | 16 | 54 | 59 | −5   |                                        |
| 16   | Cagliari           | 44   | 38 | 11 | 11 | 16 | 56 | 58 | −2   |                                        |
| 17   | Bologna            | 42   | 38 | 10 | 12 | 16 | 42 | 55 | −13  |                                        |
| 18   | Atalanta (D)       | 35   | 38 | 9  | 8  | 21 | 37 | 53 | −16  | Descenso de categoría                  |
| 19   | Siena (D)          | 31   | 38 | 7  | 10 | 21 | 40 | 67 | −27  | Descenso de categoría                  |
| 20   | Livorno (D)        | 29   | 38 | 7  | 8  | 23 | 27 | 61 | −34  | Descenso de categoría                  |

 Fuente: [cita requerida]
Notas:
1. ↑  Juventus se clasificó para la tercera ronda previa de la Liga Europa 2010-11 debido a que los finalistas de la Coppa Italia 2009-10 (Inter de Milán y Roma) se clasificaron para la Liga de Campeones, por lo que el cupo que otorgaba dicho torneo pasó al 7° clasificado.

## Goleadores
| Jugador             | Equipo         | Goles |
| ------------------- | -------------- | ----- |
| Antonio Di Natale   | Udinese        | 29    |
| Diego Milito        | Internazionale | 22    |
| Fabrizio Miccoli    | Palermo        | 19    |
| Giampaolo Pazzini   | Sampdoria      | 19    |
| Alberto Gilardino   | Fiorentina     | 15    |
| Marco Borriello     | Milan          | 14    |
| Paulo Vitor Barreto | Bari           | 14    |
| Francesco Totti     | Roma           | 14    |
| Mirko Vučinić       | Roma           | 14    |
| Alessandro Matri    | Cagliari       | 13    |
| Edison Cavani       | Palermo        | 13    |
| Ronaldinho          | Milan          | 12    |

|                      |
| Campeón              |
| F. C. Internazionale |
| 18º título           |